# Hall-Winkel
Der Hall-Winkel ist ein charakteristischer Winkel beim Hall-Effekt zwischen dem äußeren elektrischen Feld {\displaystyle \mathbf {E} _{\mathrm {ext} }} und dem Gesamtfeld {\displaystyle \mathbf {E} =\mathbf {E} _{\mathrm {ext} }+\mathbf {E} _{H}}, wobei {\displaystyle \mathbf {E} _{H}} das Hall-Feld ist.

## Theorie
Die Definition des Hall-Winkels beruht auf folgenden, in nebenstehender Abbildung veranschaulichten Gegebenheiten: Senkrecht zu der stromleitenden Schicht steht das Magnetfeld {\displaystyle \mathbf {B} =(0,0,B_{z})}. In der Ebene der Schicht herrscht das elektrische Feld {\displaystyle \mathbf {E} _{\mathrm {ext} }=(E_{x},0,0)} vor, das durch eine extern angelegte Spannung erzeugt wird und das hier ohne Beschränkung der Allgemeinheit in die negative {\displaystyle x}-Richtung zeigt. Um homogene Stromdichten und Felder voraussetzen zu können, wird angenommen, dass die Probe viel breiter als hoch ist. Weiterhin beschränkt sich die Darstellung hier auf Elektronen. Durch Konzentration von Ladungsträgern an den Rändern der Probe  entsteht das Hall-Feld {\displaystyle \mathbf {E} _{H}=(0,E_{y},0)}, das der von der Lorentz-Kraft verursachten Drift der Elektronen entgegenwirkt. Die Driftgeschwindigkeit {\displaystyle \mathbf {v} =(v_{x},v_{y},0)} der Rotationszentren der sich auf Spiralen bewegenden Elektronen steht senkrecht auf dem Gesamtfeld {\displaystyle \mathbf {E} }. Die Stromdichte {\displaystyle \mathbf {j} } ist dann wegen der negativen Ladung der Elektronen genau der Driftgeschwindigkeit entgegengerichtet.
Für den Hall-Winkel gilt nun:
{\displaystyle \tan \theta _{H}={\frac {E_{y}}{E_{x}}}={\frac {v_{x}B_{z}}{E_{x}}}={\frac {-\mu E_{x}B_{z}}{E_{x}}}=-\mu B_{z}}.
Hierbei wurde verwendet, dass für das Hall-Feld {\displaystyle E_{y}=v_{x}B_{z}} gilt und dass die Driftgeschwindigkeit in {\displaystyle x}-Richtung durch die Beweglichkeit {\displaystyle \mu } und das äußere elektrische Feld {\displaystyle E_{x}} bestimmt ist, nämlich gemäß der Beziehung {\displaystyle v_{x}=-\mu E_{x}}.
Ohne Magnetfeld ({\displaystyle B_{z}=0}) verschwindet das Hall-Feld {\displaystyle E_{y}}, und das Gesamtfeld {\displaystyle \mathbf {E} } fällt mit dem äußeren Feld {\displaystyle \mathbf {E} _{\mathrm {ext} }} zusammen ({\displaystyle \Theta _{H}=0}). Für ein endliches Magnetfeld mit {\displaystyle B_{z}>0} dreht sich das Gesamtfeld mit einem negativen Drehwinkel (also im Uhrzeigersinn) aus der Horizontalen.

## Experimentelle Untersuchung
In kurzen breiten Proben konnte der Hall-Winkel mittels der Verkippung von Stromfilamenten in hochreinen Halbleiterschichten in Photolumineszenzbildern direkt fotografiert werden.  